# Велько Подує
Векослав (Велько) Подує (хорв. Veljko Poduje, нар. 24 лютого 1907, Шибеник  — пом. 2 березня 1993, Рієка) — югославський футболіст, що грав на позиції півзахисника. Відомий виступами за клуб «Хайдук», а також національну збірну Югославії. Дворазовий чемпіон Югославії. Молодший брат футболіста Шиме Подує.

## Клубна кар'єра
Дебютував у офіційному матчі в складі «Хайдука» 29 жовтня 1922 року у матчі чемпіонату Спліта проти «Ускока» (8:0). Виступав у команді до 1932 року. Був одним з провідних гравців клубу разом з такими футболістами, як брат Шиме Подує, Мирослав Дешкович, Янко Родін, Отмар Гаццарі, Миховил Боровчич Курир, Любомир Бенчич, Вінко Радич, Мірко Боначич, Антун Боначич, Лео Лемешич, що протягом багатьох років складали стабільний кістяк команди. Багаторазовий чемпіон футбольної асоціації Спліта.
В 1927 році здобув з командою перший титул чемпіона Югославії. В короткотривалому турнірі для шести учасників «Хайдук» на два очки випередив белградський БСК. Велько зіграв у всіх п'яти матчах змагань. По завершенні сезону чемпіон отримав можливість зіграти у новоствореному міжнародному турнірі для провідних клубів Центральної Європи — Кубку Мітропи. У першому раунді змагань «Хайдук» двічі поступився віденському «Рапіду» (1:8, 0:1).
Ще одну перемогу у чемпіонаті «Хайдук» здобув у скандальній першості 1929 року. За підсумками сезону переможцем став БСК, що набрав таку ж кількість очок, що і «Хайдук», але випереджав команду зі Спліта за додатковими показниками. Та федерація футболу визнала два матчі БСК недійсними через участь недозволеного гравця. У підсумку представники столичного клубу переграли лише один з цих матчів (якраз проти «Хайдука» і вдруге перемогли з рахунком 2:1 замість 3:1 на початку сезону), а у другому команді зарахували технічну поразку. Таким чином «Хайдук» виявився попереду БСК на два очки. Велько зіграв у восьми (з врахуванням двох матчів кваліфікації) матчах того чемпіонату. Ще двічі був срібним призером чемпіонату у 1924 і 1928 роках.
Загалом у складі «Хайдука» зіграв у 1922—1932 роках 248 матчів і забив 25 м'ячів. Серед них 36 матчів у чемпіонаті Югославії, 16 матчів і 7 голів у чемпіонаті Спліта, 2 матчі у Кубку Мітропи, 6 матчів у Кубку югославської федерації, 188 матчів і 18 голів у інших турнірах і товариських іграх.

## Виступи за збірну
1924 року дебютував в офіційних матчах у складі національної збірної Югославії у грі проти Чехословаччини (0:2). Це був унікальний матч, у якому за збірну зіграли 10 гравців «Хайдука», лише воротар Драгутин Фридрих представляв загребський ХАШК (провідним воротарем «Хайдука» у той час був італієць Отмар Гаццарі). Загалом зіграв за збірну лише 3 матчі. У ті часи югославська збірна проводила порівняно невелику кількість матчів, а до її складу частіше викликали представників Загреба і Белграда, ніж гравців з провінцій.
Виступав у складі збірної Спліта. Зокрема, у 1924 і 1925 роках у складі збірної міста (до якої, щоправда, входили лише представники «Хайдука») ставав срібним призером Кубка короля Олександра, турніру для збірних найбільших міст Югославії.

## Після завершення ігрової кар'єри
1932 року Велько Подує тренував «Хайдук», ненадовго змінивши на посту Луку Калітерну. Надалі тренував клуби «Орієнт» (Ріека) і «Приморац».
1952 року був одним із засновників тренерської асоціації міста Рієка, двічі обирався її президентом у 1956—1957 і 1960—1971 роках. Був членом багатьох спортивних організації, опублікував велику кількість спортивних статей.
Паралельно працював викладачем економіки в середній школі Рієки і редактором спортивних програм на місцевому радіо.
| Дата       | Місто  | Господарі      | Результат | Гості          | Турнір           | Голи | Примітки |
| ---------- | ------ | -------------- | --------- | -------------- | ---------------- | ---- | -------- |
| 28.09.1924 | Загреб | Югославія      | 0 – 2     | Чехословаччина | товариський матч | -    |          |
| 28.10.1925 | Прага  | Чехословаччина | 7 – 0     | Югославія      | товариський матч | -    |          |
| 28.06.1926 | Загреб | Югославія      | 2 – 6     | Чехословаччина | товариський матч | -    |          |
| Усього     |        | Матчів         | 3         |                | Голів            | 0    |          |

### Статистика виступів у кубку Мітропи
| №                      | Розіграш               | Стадія                 | Дата та місце проведення | Команда 1              | Рахунок | Команда 2      | Голи |
| ---------------------- | ---------------------- | ---------------------- | ------------------------ | ---------------------- | ------- | -------------- | ---- |
| 1                      | 1927                   | 1/4                    | 14.08.1927 Відень        | Рапід (Відень)         | 8:1     | Хайдук (Спліт) |      |
| 2                      | 1927                   | 1/4                    | 21.08.1927 Спліт         | Хайдук (Спліт)         | 0:1     | Рапід (Відень) |      |
| Всього у кубку Мітропи | Всього у кубку Мітропи | Всього у кубку Мітропи | Всього у кубку Мітропи   | Всього у кубку Мітропи | 2       |                | 0    |

## Трофеї і досягнення
- Чемпіон Югославії: 1927, 1929
- Срібний призер чемпіонату Югославії: 1924, 1928
- Чемпіон футбольної асоціації Спліта[4]: 1922-23, 1923-24, 1924-25, 1926 (в), 1927 (в), 1928, 1929 (о), 1930 (в), 1930 (о)
- Срібний призер Кубка короля Олександра: 1924, 1925